# Temple de Kun Iam Tong
Le temple de Kun Iam Tong est l'un des trois plus grands et plus riches temples bouddhistes de Macao, et était à l'origine appelé « Pou Chai Sim Un » (temple de Chai Pou). Il est considéré comme l'un des plus anciens temples de Macao et a été fondé au XIIIe siècle pour vénérer Kun Iam, la déesse chinoise de la pitié ou de la compassion. Les bâtiments actuels du temple ont été construits en 1627, comme en témoigne une dalle du patio où il est écrit en chinois: « Construit dans le septième mois de la septième année du règne de l'empereur Tian Qi ». Le temple est situé sur la Avenida do Coronel Mesquita, dans la Freguesia de Nossa Senhora de Fátima, près de Mong-Ha et des temples de Kun Iam Tchai et de Seng Wong.
Le temple a une grande porte d'entrée et les toits décorés de figurines en porcelaine. À l'intérieur du temple, il y a trois pavillons principaux richement décorés qui sont séparés par deux cours. Ces pavillons sont consacrés respectivement aux trois Bouddhas précieux, le Bouddha de la longévité et de Kun Iam. Dans le troisième pavillon, la statue de Kun Iam est vêtue de soie brodée et ornée d'une couronne sur la frange, qui est remplacée chaque année. Elle est accompagnée de 18 bouddhas de chaque côté de l'autel. Derrière ces pavillons, il y a des jardins en terrasses et l'un d'eux contient une arche commémorative. Au-delà de la valeur architecturale et artistique de la maison, compte tenu de sa riche décoration, elle abrite beaucoup de documents importants et des rouleaux de calligraphie et peinture d'auteurs chinois célèbres tels que Qu Dajun. Au cours de la Seconde Guerre mondiale, le peintre chinois Gao Jianfu a vécu et enseigné dans le temple.
C'est précisément sur une table de pierre située dans les jardins du temple qu'a été signé le premier traité sino-américain le 3 juillet 1844 par le vice-roi de Canton Qiying et l'ambassadeur des États-Unis Caleb Cushing. Ce traité est connu sous le nom de « traité de Wanghia ». Près de la table, il y a quatre arbres d'âge avancé, les bras enlacés, plus connu sous le nom de « arbre des amants » et qui symbolisent la fidélité conjugale. Ailleurs dans le jardin il y a un petit pavillon qui contient une statue de marbre d'un moine, plusieurs sources sous la forme de paysages de Chine en miniature, des pousses de bambous et de petites niches en l'honneur des moines décédés.
La fête de Kun Iam est célébrée le 19e jour du 2e, 6e, 9e et 11e mois lunaires. 

Patio principal du temple de Kun Iam Tong.